# Gonzalo Abad Grijalva
Gonzalo Abad Grijalva (Chone, 1 de agosto de 1910-13 de junio de 2009) fue un pedagogo ecuatoriano que se desempeñó como ministro de Educación y funcionario consultor de la Unesco.

## Biografía
Nació en Chone, el 1 de agosto de 1910. Su padre fue Carlos Abad Piedra, quien en Chone fue parte de la Junta Escolar y en Guayaquil, ministro juez de la Corte Superior de Justicia y su madre fue Matilde Grijalva Macías. En 1916, su abuela Mariana Macias de Grijalva, a quien le gustaba enseñar, le inculcó las primeras letras y más tarde ingresó a la escuela de Chone.
En 1922, debido a que se negó estudiar la secundaria en Cuenca a petición de su padre, trabajó vendiendo telas en un almacén del amigo de su abuelo Grijalva, el Cónsul de Colombia Heriberto Hurtado. En 1924 estudió en el colegio Normal Juan Montalvo de Quito. En 1930, ingresó a la Facultad de Filosofía y Letras de la Universidad Central del Ecuador donde estudió para profesor de Física y Matemáticas, sin embargo, se retiró para ejercer de profesor-secretario del Reformatorio de Menores y luego como ministro de Educación donde permaneció dos años.
Viajó a Europa donde estudió en la Escuela de Pedagogía de la Universidad Libre de Bruselas desde 1936 hasta 1937. Luego regresó a Quito y se desempeñó como director técnico del Ministerio de Educación durante cinco meses. Después viajó a los Estados Unidos, donde estudió en el Teachers College de la Universidad de Columbia en Nueva York.
Se casó en 1942 en Quito, con María Luisa, hermana de su amigo Pepe Ortiz Bermeo. En 1963 recibió la Orden Nacional al Mérito en el grado de Gran Cruz. En 1972, Enrique Noboa Arízaga, subsecretario de la Casa de la Cultura Ecuatoriana, lo nombró presidente luego de que el ministro de Educación de la dictadura de Rodríguez Lara, el general Vicente Anda Aguirre, retirara del cargo a Oswaldo Guayasamín por un disgusto que tuvieron durante la Bienal Latinoamericana, sin embargo, se retiró del cargo seis meses después por no haber fondos para realizar diversos proyectos. En 1976 se volvió a casar con la francesa Jeannine Rouseau Contaud. Ese mismo año fue miembro del Consejo Consultivo de la Unesco hasta 1980. En 1979 fue embajador de Ecuador en París, bajo el gobierno de Jaime Roldós Aguilera, nombrado por el canciller Alfredo Pareja Diez-Canseco.
Falleció el 13 de junio de 2009.